# Zagorica
Zagorica (en serbe cyrillique : Загорица) est un village de Serbie situé dans la municipalité de Topola, district de Šumadija. Au recensement de 2011, il comptait 664 habitants.

## Démographie
| 1948  | 1953  | 1961  | 1971  | 1981 | 1991 | 2002 | 2011 |
| ----- | ----- | ----- | ----- | ---- | ---- | ---- | ---- |
| 1 157 | 1 181 | 1 213 | 1 091 | 979  | 930  | 765  | 664  |

|  |